# Săucani
Săucani – wieś w Rumunii, w okręgu Bihor, w gminie Răbăgani. W 2011 roku liczyła 474 mieszkańców.